# Samsung Galaxy Tab S9
Samsung Galaxy Tab S9 là một dòng máy tính bảng dựa chạy Android được thiết kế, phát triển và tiếp thị bởi Samsung Electronics. Được ra mắt tại sự kiện Galaxy Unpacked của Samsung vào ngày 26 tháng 7 năm 2023, chúng đóng vai trò là sản phẩm kế thừa cho dòng Galaxy Tab S8. Buổi công bố máy tính bảng cùng với Galaxy Z Fold 5, Galaxy Z Flip 5 và Galaxy Watch 6, đánh dấu sự kiện Galaxy Unpacked đầu tiên được tổ chức tại quê hương của Samsung là Hàn Quốc. Máy tính bảng được phát hành vào ngày 11 tháng 8 năm 2023.
Vào ngày 3 tháng 10 năm 2023, Samsung đã công bố Samsung Galaxy Tab S9 FE và Samsung Galaxy Tab S9 FE+.